# Metschnikowia lunata
Metschnikowia lunata är en svampart som beskrevs av Golubev 1978. Metschnikowia lunata ingår i släktet Metschnikowia och familjen Metschnikowiaceae.   Inga underarter finns listade i Catalogue of Life.